# 399411 Ayiomamitis
399411 Ayiomamitis este o planetă minoră (asteroid) din centura de asteroizi. A fost descoperită pe 10 octombrie 2001 la Observatorul Palomar de Near Earth Asteroid Tracking. 
Obiectul prezintă o orbită caracterizată de o semiaxă mare de 2,2241661318971 UAi, o excentricitate de 0,19210645786435, o înclinație de 5,0397458412314 ° în raport cu ecliptica.